# Tay Bridge

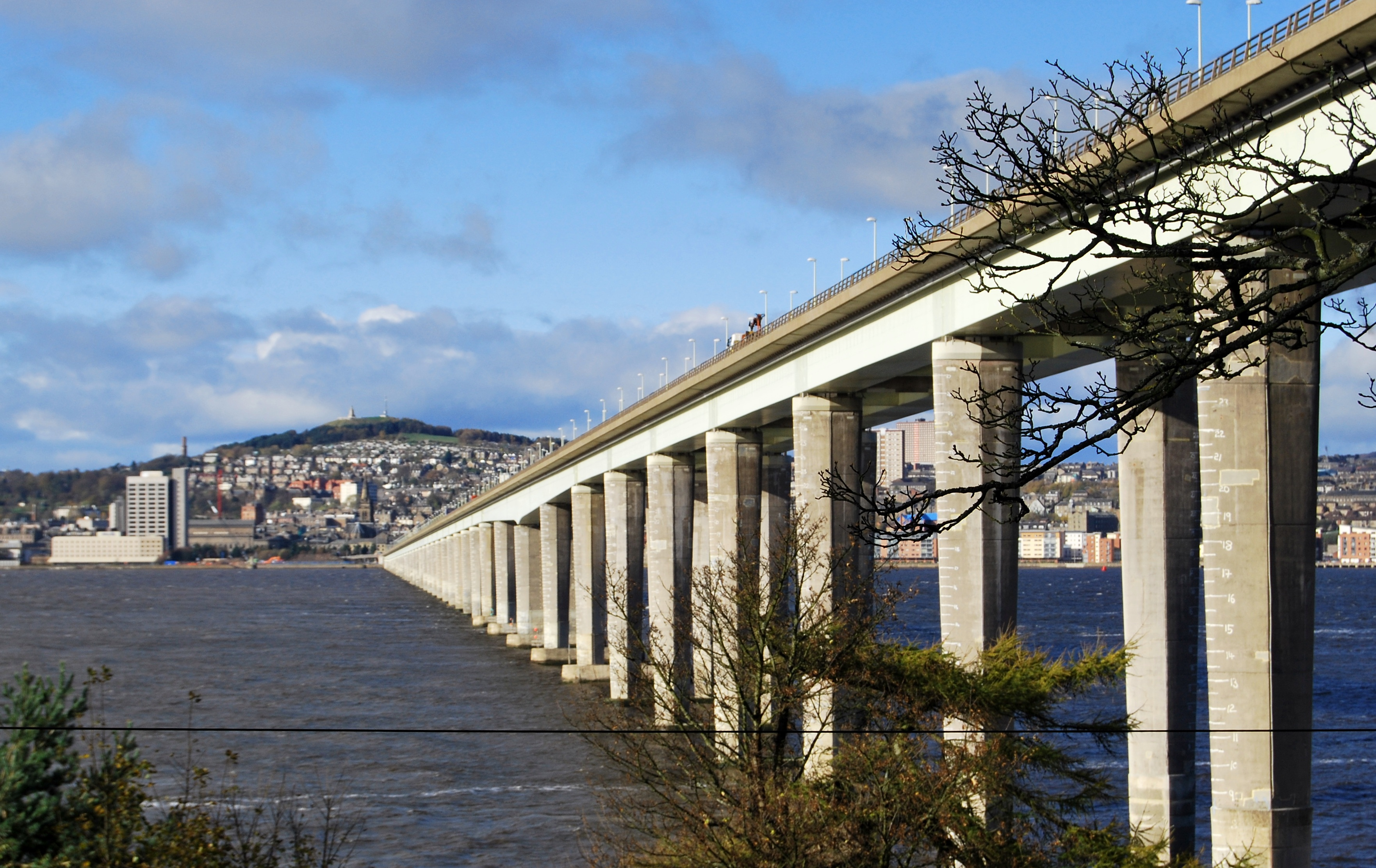
Tay Road Bridge vanaf het zuiden gezien

De Tay Road Bridge is een belangrijke brug in Schotland. Dundee is met Newport-on-Tay in Fife aan de andere kant van de zee-arm verbonden via de in 1966 geopende Tay Road Bridge, die de Firth of Tay overspant. Vlak ernaast ligt een spoorbrug, de Tay Rail Bridge, de tweede spoorwegbrug op deze locatie en in gebruik genomen in 1887.
De brug is ongeveer 2,25 km lang, waarmee het een van de langste bruggen in Europa is. De A92 wordt met deze brug over de Firth geleid en brengt het verkeer rechtstreeks in het centrum van Dundee.
De brug bestaat uit 42 betonnen pijlers waarover het wegdek is aangelegd. De brug heeft een lichte helling van 1:81 en ligt 9,7 meter boven de zeespiegel bij Dundee en 38,1 m in Fife. Bij het hoge deel ligt ook de vaargeul voor de scheepvaart. Bij de bouw is 140.000 ton beton gebruikt en bijna 13.000 ton staal. De totale bouwduur was 3,5 jaar en de brug heeft circa 6 miljoen pond gekost.

## Tay Rail Bridge
De eerste spoorbrug – op dat moment de langste ter wereld – werd van 1871 tot 1878 gebouwd en op 1 juni 1878 geopend. Een jaar later, in december 1879, stortte die in onder het gewicht van een volle passagierstrein. Niemand overleefde de ramp.